# لوار أتلانتيك الكلاسيكي 2021
لوار أتلانتيك الكلاسيكي 2021 هو سباق دراجات هوائية من فئة  سباق يوم واحد، وهو الموسم رقم 21 من لوار أتلانتيك الكلاسيكي، وأقيم في 2 أكتوبر 2021، وامتدّ لمسافة 182.8 كيلومتر، وهو أحد سباقات طواف أوروبا للدراجات 2021.
فاز  بالمركز الأول ألان ريو ‏، وبالمركز الثاني فالنتين مادواس، وبالمركز الثالث Dorian Godon ‏.

## الفائزون
| الترتيب | الفائز         |
| ------- | -------------- |
| الفائز  | ألان ريو ‏      |
| الثاني  | فالنتين مادواس |
| الثالث  | Dorian Godon ‏  |

## وصلات خارجية
- الموقع الرسمي
- لمحة عن سباق لوار أتلانتيك الكلاسيكي 2021 على موقع  ProCyclingStats   (برو  سايكلنج  ستاتس) - إحصاءات  محترفي  الدراجات.
- لوار أتلانتيك الكلاسيكي 2021 على موقع إحصائيات الدراجات الإحترافية (الإنجليزية)